# Pițigoi de livadă
Pițigoiul de livadă (Poecile lugubris, sin. Parus lugubris) este o pasăre sedentară din familia paridelor, răspândită în sud-estul Europei și Orientul Apropiat. Trăiește în pădurile de foioase din zonele montane, preferându-le pe cele de stejar sau de fag. În România este prezentă în pădurile de foioase din partea sudică și sud-estică a țării, îndeosebi în Dobrogea și în pădurile subcarpatice. Se întâlnește și în livezi cu pomi bătrâni sau în viile neîngrijite și tufișurile de la marginea pădurilor sau a orașelor, unde preferă zonele nu prea frecventate de oameni, fiind o pasăre foarte sperioasă. Populația cuibăritoare din România este estimată la 3.000-15.000 de perechi. Seamănă cu un pițigoi mare. Are o lungime de 14-15 cm și o greutate de 16-19 g. Partea superioară a capului până la ceafă brun-negricioasă.  Baveta (bărbia și partea inferioară a gâtului) neagră. Obrajii și zona auriculară albe. Partea superioară brun-cenușie. Coada brun-cenușie, cu o nuanță cenușiu-măslinie. Părțile inferioare albicioase, cu o nuanță brun-gălbuie pe piept și flancuri. În perioada caldă hrana constă din diverse nevertebrate (ouă, larve, adulți de insecte, eventual păianjeni), iar în timpul iernii consumă cu precădere semințe. La fel ca alte specii de pițigoi, își face adesea provizii atunci când hrana este din belșug. Cuibul și-l instalează în scorburile arborilor bătrâni înconjurați de tufișuri și mărăcinișuri și mai rar în fisuri în stâncă. Cuibul poate fi instalat și în adăposturile artificiale. El are forma unei cupe și este făcut din resturi vegetale uscate, lână, uneori păr de animale și mușchi, pe care-l căptușește cu lână, păr sau pene. Depune de obicei 2 ponte într-un sezon de reproducere. Prima pontă este depusă prin luna aprilie și este formată, în medie, din 5-7 ouă, dar poate avea frecvent și 8-10 ouă, iar a doua un număr mai mic de ouă. Femela clocește singură  timp de 12-13 zile. Ambii părinți iau parte la hrănirea puilor până ce aceștia ajung zburători și părăsesc cuibul. Puii devin independenți după 22 de zile de la eclozare. Cinci subspecii sunt recunoscute. În România cuibărește subspecia nominată, Poecile lugubris lugubris, dar este citată și subspecia Poecile lugubris lugens (pițigoiul lugubru dobrogean), care este ceva mai deschisă la culoare.

## Denumiri
Denumirea latină Parus lugubris a acestei specii, provine din cuvintele latine parus = pițigoi + lugubris = lugubru, trist, jalnic, sihastru iar cea de Poecile provine din cuvântul grecesc poikilis = pasăre mică necunoscută.
În limba română această specie se numește pițigoi de livadă, pițigoi lugubru, pițigoi jalnic, pițigoi sihastru, iar subspecia Parus lugubris lugens - pițigoi de livadă dobrogean, pițigoi lugubru dobrogean.

## Taxonomia
Denumirea latină a acestei specii Parus lugubris a fost dată de Temminck în 1820 (terra typica Dalmația și Ungaria).
Pițigoiul de livadă este adesea considerat ca conspecific cu pițigoiul caspic (Poecile hyrcanus) și uneori cu pițigoiul cu pieptul ruginiu (Poecile davidi), dar este mai apropiat de pițigoiul cu sprânceană albă (Poecile superciliosus).
Variațiile geografice sunt în mare parte clinale, talia reducându-se de la nord spre sud, creștetul și baveta sunt mai întunecate de la sud spre nord și est, iar părțile inferioare sunt din ce în ce mai palide de la vest spre est.

### Subspecii și distribuție
Cinci subspecii sunt recunoscute:

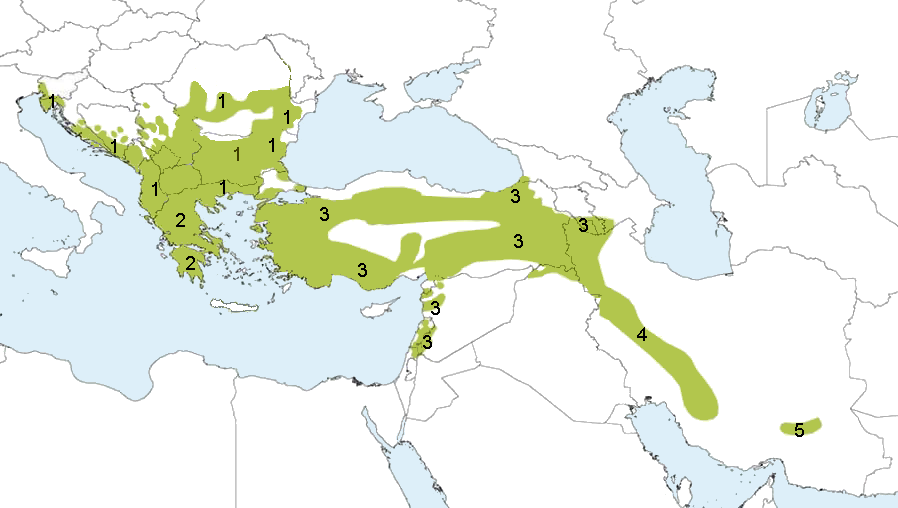
Distribuția subspeciilor
1. Poecile lugubris lugubris
1a. Poecile lugubris splendens
2. Poecile lugubris lugens
3. Poecile lugubris anatoliae
4. Poecile lugubris dubius
5. Poecile lugubris kirmanensis

- Poecile lugubris lugubris (Temminck, 1820)  - subspecia nominată - în sud-vestul Sloveniei și nord-vestul Croației, la sud până în Albania, și în centrul și sudul României, la sud până în estul Bulgariei și nordul Greciei, de asemenea, în Creta.
- Poecile lugubris lugens (C. L. Brehm, 1855)  - în centrul și sudul Greciei.
- Poecile lugubris anatoliae (E. J. O. Hartert, 1905)  - în Asia Mică, vestul Georgiei, sudul Armeniei, sud-vestul Azerbaidjanului, Levant (la sud până în nordul Israelului).
- Poecile lugubris dubius (Hellmayr, 1901) - în vestul Iranului.
- Poecile lugubris kirmanensis (Koelz, 1950)  - în sud-estul Iranului (în provincia Kerman).

Subspecia propusă Poecile lugubris splendens (din estul României și estul Bulgariei) este ceva mai mare și mai palidă decât subspecia nominată, dar este adesea inclusă în ea.
În România se găsește subspecia Poecile lugubris lugubris mai ales în regiunile subcarpatice de vest și sud-vest, din Ardeal și Banat (județele Cluj, Alba de Jos, Brașov, Făgăraș, Hunedoara și Caraș-Severin) unde trăiește în aceste regiuni mai mult sau mai puțin în locuri izolate. Dombrowski menționează că în România se găsește și subspecia Poecile lugubris lugens în regiunile subcarpatine și în pădurea muntoasă dela Babadag.
După I. Catuneanu (1975), subspecia nominată lugubris se găsește în nord-vestul peninsulei balcanice, subspecia splendens - în partea centrală a peninsulei și lugens - în sud-estul României și nord-estul Bulgariei (unde Gengler a găsit supspecia splendens).

## Descrierea

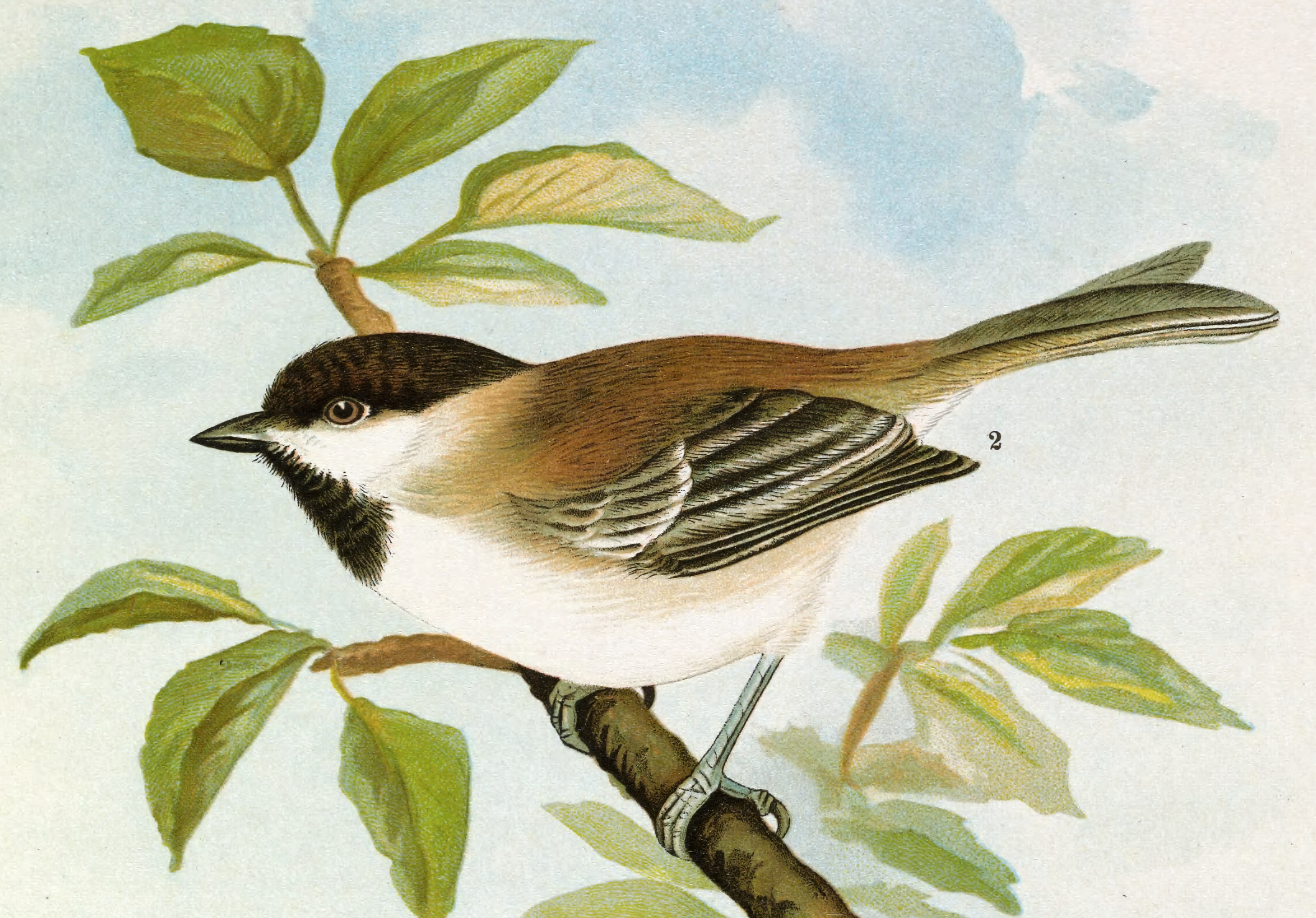
Pițigoiul de livadă după Naumann (1897).

Este un pițigoi mare, brun-cenușiu cu ciocul mare, creștetul și baveta (bărbia și partea inferioară a gâtului) negricioase. Seamănă cu un pițigoi mare.
Are o lungime de 14-15 cm și o greutate de 16-19 g. Lungimea aripilor 72-76 mm, coada 65-68 mm, tarsul 20, ciocul cam 10-11 mm.

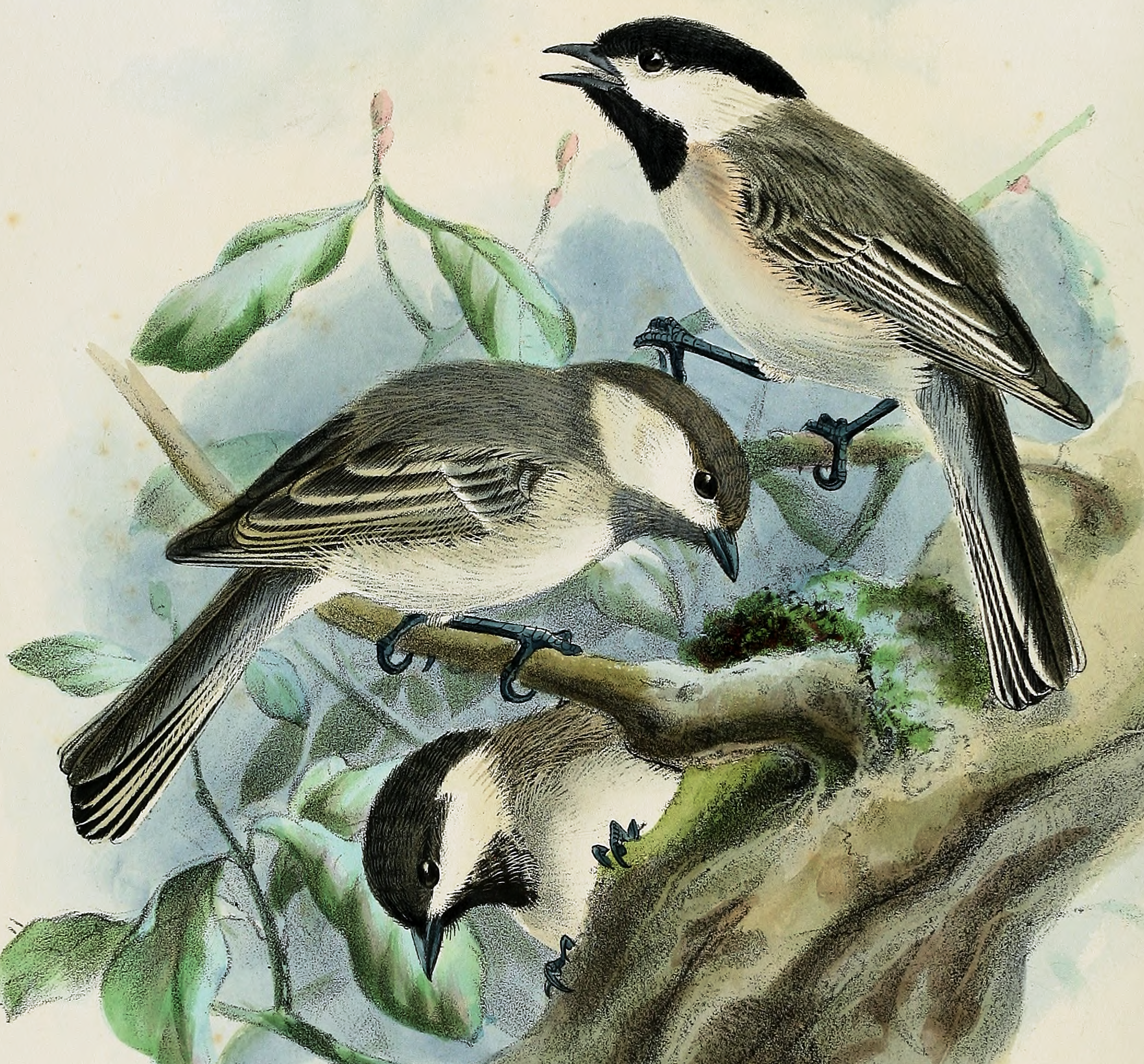
Pițigoiul de livadă după H. E. Dresser. "A history of the birds of Europe : including all the species inhabiting the western palaearctic region. Vol. III" 1871-1881

Masculul subspeciei nominate are partea superioară a lorului și creștetul până la marginea de jos a ochiului și până la ceafa brun-negricioase sau mai întunecate, brun-fuliginoase (brun-fumurii). Ceafa neagră mat. Partea inferioară a lorului (frâului), obrazul și regiunea auriculară până la laturile grumazului albe, devenind brun-gălbui pe laturile gâtului. Părțile superioare în cea mai mare parte sunt spălăcite, brun-cenușii sau brun-surii (ca șoarecele), ușor mai cenușii pe tectricele supracaudale. Târtița cu o tentă gălbuie sau smântâniu-brunatică. Coada brun-cenușie, cu o nuanță cenușiu-măslinie. Rectricele cenușii-închise sau sur-cenușiu-închise tivite îngust pe margini cu brun-cenușiu-deschise. Perechea exterioară de rectrice pe steagul extern tivită mai lat cu alb sau alburiu. Tectricele supraalare colorate la fel ca părțile superioare, dar tectricele supraalare mari au marginile steagului extern mai deschise sau brun-gălbui. Alula cenușiu-închisă sau negricioasă. Remigele aripilor cenușiu-închise sau sur-negricioase, remigele primare tivite îngust brun-albicios pe steagul extern, iar remigele secundare cu marginile externe albicioase, mai late, remigele terțiare sunt asemănătoare, dar au margini mai late cenușii sau alb-gălbui. Bărbia, partea inferioară a obrazului și partea inferioară a gâtului până la gușă negre sau brun-fuliginoase, formând o bavetă (cu marginea inferioară slab delimitată). Părțile inferioare albicioase sau alb turbure, cu o nuanță brun-gălbuie sau gălbuie pe piept și flancuri (mai ștearsă alb-murdară și surie pe flancuri în penajul uzat); tectricele subcodale cu un suflu smântâniu-brunatic. Irisul brun sau brun închis. Ciocul cenușiu-închis sau corniu-închis, cu marginile tăioase ale mandibulei superioare mai albicioase sau mai cenușii. Picioarele cenușiu-închise sau ardeziu-albăstrui sau sur-plumburiu-albăstrui.
Femela este foarte asemănătoare cu masculul, ceva mai mică, în general ceva mai palid colorată, are creștetul variabil de la brun-negricios sau brun-închis (ca la mascul) până la brun-ciocolatiu închis (mai deschis decât la mascul), baveta mai brunie, părțile inferioare spălăcite sau cu o nuanță mai cenușie.
Juvenilul este asemănător cu femela, dar  are creștetul brun sau brun-cenușiu închis (ca părțile superioare), obrajii albicioși cu o nuanță brun-gălbuie sau brunie, supraalarele mari cu vârfurile vădit albicioase, baveta mai mică și tivită îngust pe vârfurile penelor cu brun-gălbui-cenușiu, părțile inferioare cu o nuanță brun-gălbuie sau spălăcită, până la alb-murdară pe tectricele subcodale.
Se deosebește de pițigoiul sur (Poecile palustris) în special prin talia mai mare, ciocul mai robust, creștetul brun-negricios spălăcit (nu negru lucios), părțile superioare brune cu o nuanță mai cenușie și mai mult negru pe bavetă și partea inferioară a gâtului.
Variația subspeciilor este moderată, dar există o variația individuală considerabilă: 
- subspecia lugens este mai mică decât subspecia nominată, mascul are creștetul și baveta brun-fuliginos închise cu o nuanță cenușie (Dombrowski menționează ca partea superioară a capului este mai deschisă decât la subspecia, brun ca blana focii), ciocul mai lung și mai zvelt; partea de desubt mai viu-smântânie; dimensiunile corpului, în medie ceva mai mici; femela este mai deschisă la culoare sau brun-cenușie;[7]
- subspecia anatoliae este asemănătoare cu subspecia nominată, dar creștetul și baveta sunt negre (la mascul) sau negricioase până la brun-fuliginoase (la femelă) și clar conturate dinapoi, mantaua și penele scapulare brun-măsliniu închise, părțile inferioare mai albe, flancurile cu o nuanță brun-gălbuie în penajul proaspăt;
- subspecia dubius are ciocul ușor mai lung și mai subțire decât la alte subspecii, creștetul și baveta negre (sau cu o nuanță brună la femelă), părțile superioare mai deschise sau cenușiu-nisipii, părțile inferioare albicioase cu o nuanță alb-gălbuie;
- subspecia kirmanensis este slab definită, foarte asemănătoare cu subspecia dubius, dar părțile superioare sunt ușor mai întunecate și mai brunii;
- subspecia hyrcanus, ridicată în prezent în rang de specie Poecile hyrcanus (pițigoi caspic), este puțin mai mică și mai închisă la culoare decât alte subspecii, cu coada mai scurtă și ciocul relativ mare, are creștetul până la ceafă și mantaua superioară brun-castaniu închise, părțile superioare mai brun închise (mantaua poate avea o nuanță rozacee), remigele terțiare nu sunt tivite lat pe margini cu palid, baveta este mai întunecată decât creștetul (care este puțin mai extins în penajul uzat), marginea inferioară a bavetei slab conturată, părțile inferioare cu o nuanță ruginie sau gălbui-rozacee în penajul proaspăt (mai albă în penajul uzat).

Penajul este mai cenușiu deasupra și mai alb dedesubt în estul arealului (subspecia Poecile lugubris splendens).

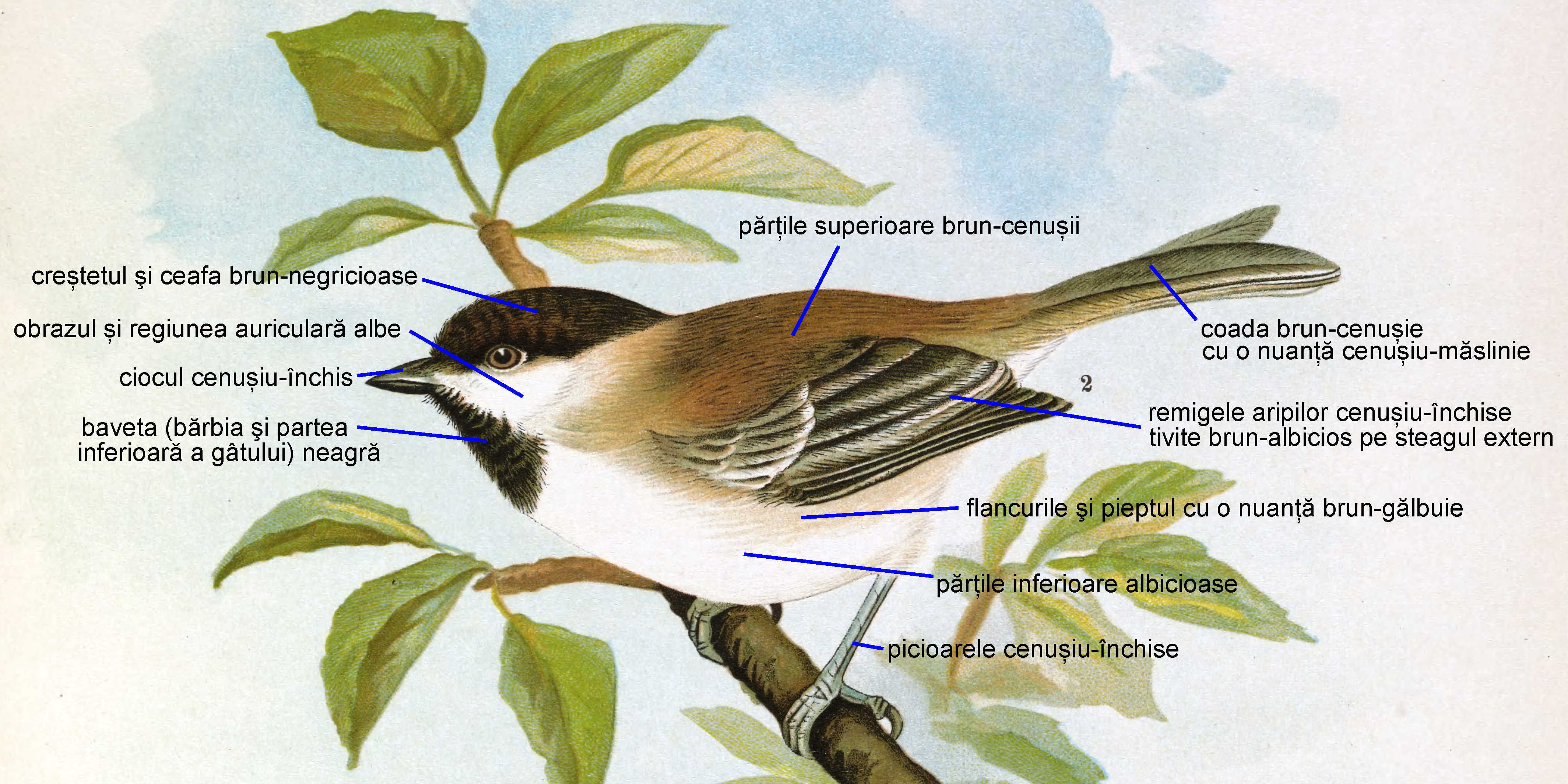
Pițigoiul de livadă după Naumann (1897).

## Năpârlirea
Năpârlirea postnupțială a adulților este completă și are loc de la sfârșitul lui mai până la începutul lui septembrie.
Năpârlirea postjuvenilă este parțială și are loc  de la sfârșitul lui iunie până în septembrie. Se schimbă toate tectricele supraalare mari și un număr variabil de rectrice.

## Habitatul

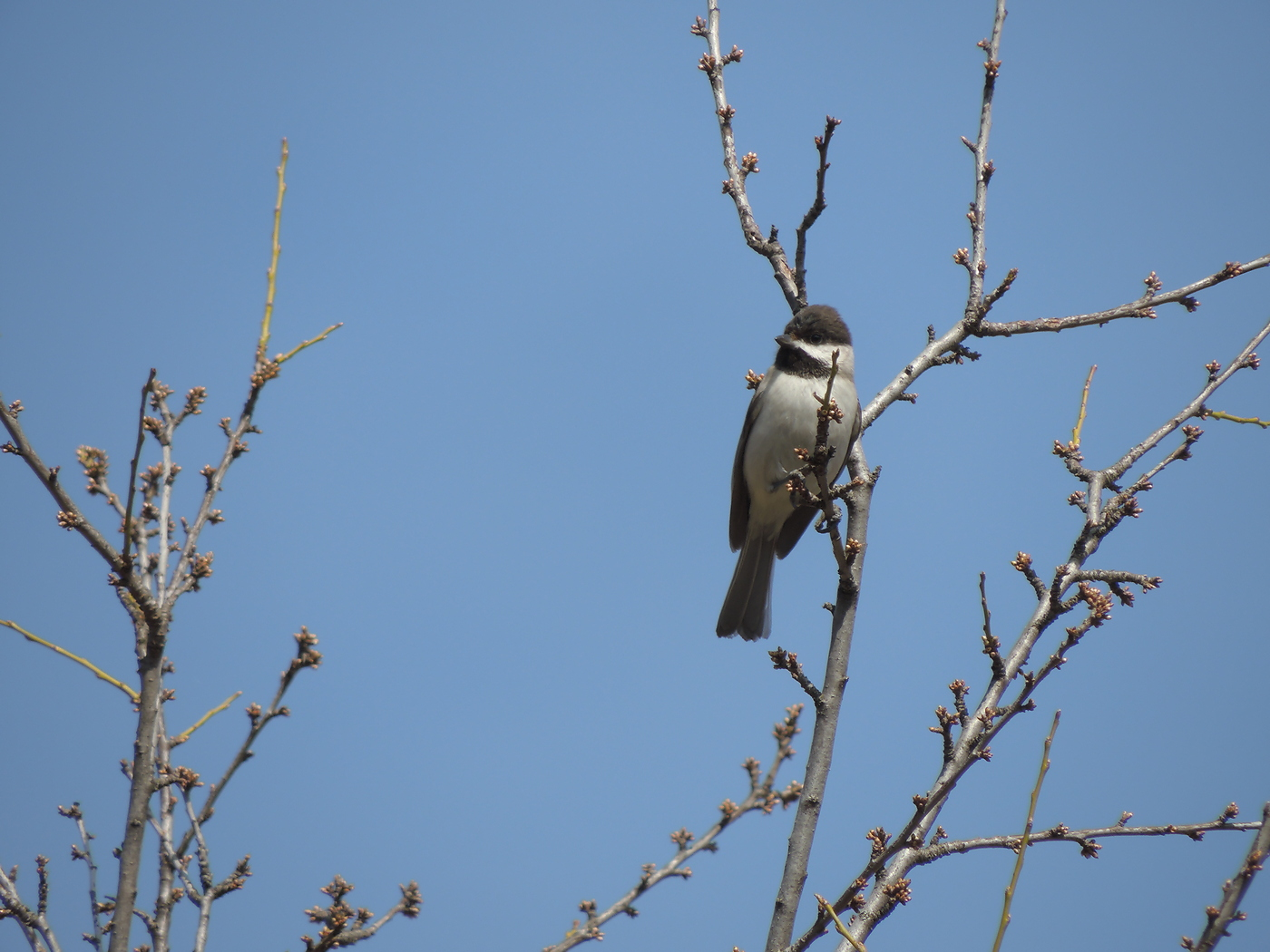
Piţigoiul de livadă

Pițigoiul de livadă se întâlnește în pădurile mai deschise de foioase, inclusiv în zona montană, preferându-le pe cele de stejar sau de fag.
Trăiește în regiunile aride de machia cu arbori și tufișuri răzlețe, inclusiv în plantații de măslini (Olea), livezi de pruni sălbatici (Prunus) și alți pomi fructiferi, de ex. pere sălbatice (Pyrus amygdaliformis) și podgorii, precum și în pajiști cu arbori răzleți, în pădurile deschise de stejar (Quercus), inclusiv în stejari pitici, fag (Fagus), sălcii (Salix) și plopi (Populus). Trăiește și în pădurile de conifere, în special de molid (Picea) și cedru (Cedrus), în special în zonele colinare calcaroase stâncoase.
Se întâlnește de la nivelul mării în regiunile mediteraneene, până la 2300 m în Turcia și nordul Iranului (în munții Elburz); în nordul Israelului cuibărește la 750-1700 m; în Azerbaidjan nu se găsește sub altitudini de 550 m.
În România este prezentă în pădurile deschise de foioase din zonele subcarpatice din partea sudică a țării. Preferă și grădinile, livezile și parcurile mari cu pomi bătrâni sau viile neîngrijite și tufișurile de la marginea pădurilor sau a orașelor. În toate aceste locuri caută zonele care nu sunt prea frecventate de oameni, fiind o pasăre foarte sfioasă și sperioasă.

## Hrana
Hrana constă din nevertebrate, în special  insecte, eventual păianjeni, semințe, însă și fructe sub formă de bacă. În perioada caldă se hrănește în principal cu diverse nevertebrate mici (preferând larvele și adulții de insecte), iar în timpul iernii consumă cu precădere semințe, în special din leguminoase.
Printre nevertebratele consumate se numără gândacii (Coleoptera), lăcustele (Orthoptera), hemipterele (Hemiptera), muștele (Diptera), albinele și viespile (Hymenoptera), furnicile (Formicidae), libelulele zigoptere (Odonata), neuropterele (Neuroptera), moliile și fluturii (Lepidoptera), păianjenii (Araneae), oniscidele (Isopoda) și melcii (Gastropoda).
La fel ca alte specii de pițigoi, își face frecvent provizii atunci când hrana este din belșug, acest comportament fiind o strategie de supraviețuire a speciei.
Își procură hrana în ramurile inferioare ale copacilor și arbuștilor, uneori coboară pentru puțin timp pe pământ, dar de obicei se întoarce în tufăriș sau pe ramurile copacului cu hrana găsită în același punct mai înalt de observație. În sudul Caucazului hrana o caută în principal în coronamentul copacilor de foioase.
Se cațără pe trunchiurile copacilor la fel ca și țiclenii (Sittidae). Poate captura insecte zburătoare din zbor, într-o manieră asemănătoare cu cea a muscarilor (Muscicapa striata și Ficedula sp.).
Alimentele le ține cu piciorul și le ciocănește cu ciocul pentru a le desface, semințele le vâră și în coaja copacului înainte de a le deschide. Capsulele cu semințe de la vârful tulpinilor, inclusiv cele de ierburi, le deschide în același fel ca și fringilidele (Fringillidae).

## Comportamentul

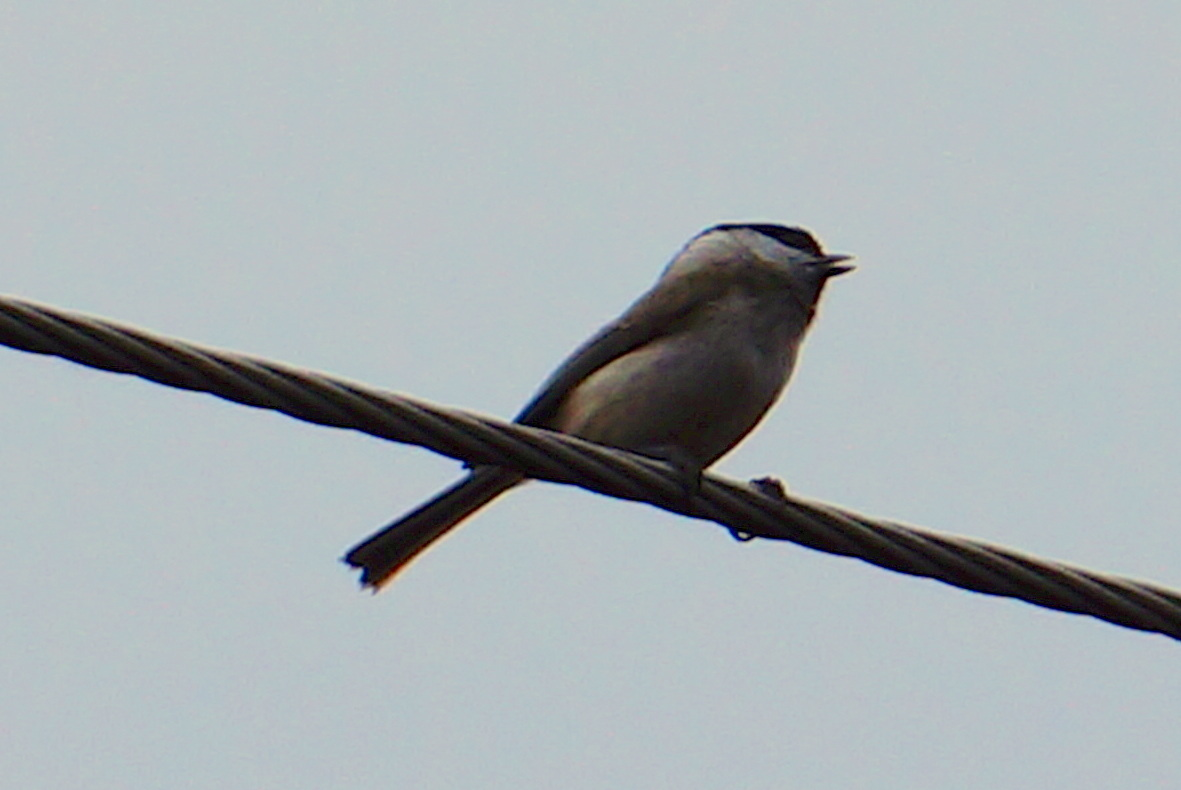
Piţigoiul de livadă

Pițigoiul de livadă este o pasăre sperioasă, discretă, puțin sociabilă. Duce o viață mult mai ascunsă decât a celorlalte specii de pițigoi. Este activ, foarte mobil, dar în general mai puțin acrobatic sau agil decât alte specii de pițigoi.
Este o pasăre teritorială, în perioada de reproducere cea mai mare parte a timpului o petrece în interiorul teritoriului ocupat care are o rază de 150 m de la cuib, conflictele teritoriale sunt rare. Teritoriul ocupat în pădurile de stejar din Croația are 300-400 m în diametru.
Trăiește de obicei în perechi în sezonul de reproducere; adesea în grupuri familiare mici toamna și iarna, uneori solitar în timpul iernii. Nu preferă asocierea cu alte specii de pițigoi în afară de semenii ce alcătuiesc familia respectivă. Exemplarele din această specie nu se asociază între ele, cu excepția membrilor familiei, atâta timp cât exemplarele sunt încă tinere.

## Reproducerea

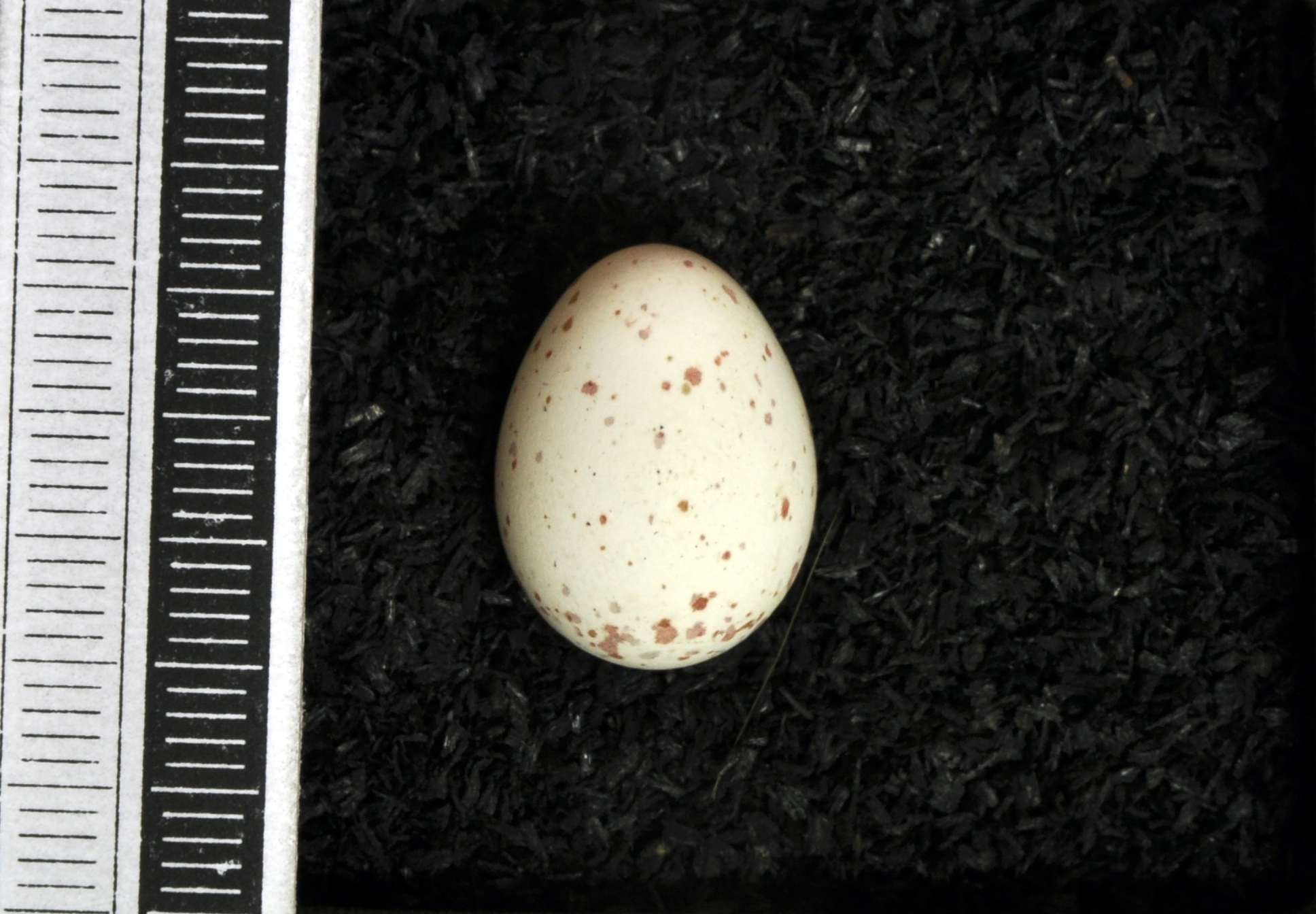
Oul piţigoiului de livadă

Pițigoiul de livadă este o specie monogamă. Masculul în timpul paradei nupțiale oferă hrană femelei în mod ritual, bate tremurător din aripi și emite strigăte de cerșit. Sezonul de reproducere are loc din martie până la începutul lui august.
Cuibul este construit numai de femelă, el are forma unei cupe și este făcut din lână, resturi vegetale uscate, fâșii de coajă, uneori păr de animale și mușchi, pene și este frecvent căptușit cu lână, păr sau pene. Cuibul este amplasat la o înălțime de până la 7 m de la pământ în scorbura unui copac, adesea în lemnul putred dintr-un pom fructifer, mai rar în fisuri în stâncă de pe mal. Cuibărește mai ales în scorburile arborilor înconjurați de tufișuri și mărăcinișuri. Există unele dovezi că acest pițigoi (mai ales subspecia hyrcanus) este capabil să își sape în lemnul putred propria lui scorbură în care își face cuibul. Ocupă și adăposturile artificiale și cuiburile artificiale dacă sunt amplasate în habitatul optim al speciei.
De obicei depune o singură pontă într-un sezon de reproducere, dar două ponte nu sunt rare, iar în Israel depune obișnuit două ponte. Ponta constă din 5-10 ouă albe, stropite cu pete brun-roșcate. Incubația este asigurată numai de către femelă și durează 12-14 zile. Ambii părinți iau parte la hrănirea puilor până ce aceștia devin independenți și părăsesc cuibul după 17-22 de zile de la eclozare.
În România prima pontă este depusă în aprilie și constă din 5-7 ouă, dar poate avea frecvent și 8-10 ouă, a doua pontă este depusă în mai-iunie și constă dintr-un număr mai mic de ouă.
Ajunge la maturitatea sexuală la vârsta de un an.
Apără cuibul de furnicile prădătoare Liometopum microcephalum în stejarii din Balcani prinzându-le pe cele care trec pe lângă intrarea în cuib și strivindu-le de coaja copacului, ceea ce provoca probabil eliberarea feromonului de alarmă de către furnici, oprindu-le pe altele să intre în scorbura unde se află cuibul.

## Deplasări sezoniere
Pițigoiul de livadă este o specie sedentară, dar există unele dovezi că se deplasează altitudinal în munții Zagros (din Iran) și în nordul Israelului. Au loc unele imigrații evidente din Liban și Siria în nordul Israelului, unde este destul de comună în timpul iernii până la 600 m în jos în Muntele Hermon și înălțimile Golan. Hoinărește toamna și iarna până în centrul Turciei și a fost întâlnit în nord-estul Irakului. Apariții accidentale au fost înregistrate în nordul Italiei.
În România pițigoiul de livadă este de origine mediteraneană, și este o pasăre sedentară ce populează zonele subcarpatice și parte din Podișul Transilvaniei. Practica un eratism foarte redus, neîndepărtându-se mult de zona de origine.

## Statutul și conservarea
Specia nu este amenințată cu dispariția la nivel global (LC după criteriile IUCN).
În general este o specie rară, dar în unele locuri comună. Destul de numeroasă și răspândită în Grecia și în vestul Turciei (mai puțin comună în interiorul Turciei). Absentă în insulele Ionice, cu excepția Corfului, cuibărește și în Lesbos, Samos și Kythira; rar în Creta. În Iran, se întâlnește rar în nord-vest, dar este comună în munții Zagros din vestul și sudul Iranului. Rară sau sporadică în Caucaz. Se întâlnește foarte rar în Liban; comună în unele locuri este din nordul Israelului. Și-a extins recent arealul spre nordul României (în Transilvania). În Bulgaria recent a avut loc un declin numeric important.
Populația europeană este estimată la 453.000-1.320.000 perechi cuibăritoare, ceea ce echivalează cu 905.000-2.650.000 indivizi maturi. Printre țările cu populații mari se numără Turcia (400.000-1.200.000 perechi), Grecia (10.000-30.000 perechi) și Bulgaria (10.000-20.000 perechi).
Este o specie nu prea frecventă în România datorită lipsei de condiții de liniște pe care le preferă foarte mult. În România populația cuibăritoare a speciei este apreciată la 3.000-15.000 de perechi și este considerată stabilă.
Densitățile în teritoriile de reproducere din pădurile montane cu arbori răzleți de ienupăr (Juniperus) în Transcaucazia sunt de 9-10 perechi pe 7 km liniari în secțiune longitudinală și 5-6 perechi pe 4 km în secțiune transversală. În sudul Azerbaidjanului, perechile se află de obicei la 0,5-2 km distanță una de cealaltă.
Principale amenințări sunt modificarea, fragmentarea și pierderea habitatului, managementul defectuos al pădurii și poluarea.
Populația estimată europeană de perechi cuibăritoare.
| Țara (sau teritoriul) | Populația estimată (perechi cuibăritoare) | Anul estimării |
| --------------------- | ----------------------------------------- | -------------- |
| Albania               | 2.000-4.000                               | 2002-2012      |
| Armenia               | 300-400                                   | 2002-2012      |
| Azerbaidjan           | 1.000-5.000                               | 1996-2000      |
| Bosnia și Herțegovina | 5.000-10.000                              | 2010-2014      |
| Bulgaria              | 10.000-20.000                             | 2005-2012      |
| Croația               | ≥5.000                                    | 2014           |
| Georgia               | Prezent                                   |                |
| Grecia                | 10.000-30.000                             | 2008-2012      |
| Kosovo                | 2.000-5.000                               | 2009-2014      |
| Macedonia             | 2.500-10.000                              | 2001-2012      |
| Muntenegru            | 3.000-5.000                               | 2002-2012      |
| România               | 3.000-15.000                              | 2001-2013      |
| Serbia                | 8.900-15.200                              | 2008-2012      |
| Slovenia              | 0-10                                      | 2002-2012      |
| Turcia                | 400.000-1.200.000                         | 2013           |
| Uniunea Europeană     | 23.000-65.000                             |                |
| Europa                | 453.000-1.320.000                         |                |